# Emil Procopiescu
Emil Procopiescu, romunski general, * 1889, † 1979.